# Karl Meyer AG
Die Karl Meyer Unternehmensgruppe mit der Führungsgesellschaft Karl Meyer AG (zugleich höchste Konsolidierungsrebene) ist ein norddeutsches Entsorgungsunternehmen mit Sitz in Wischhafen. Das Kerngeschäft der Unternehmensgruppe besteht aus den Bereichen Umweltdienstleistungen, Abfallentsorgung und Logistik.

## Geschichte
Das Unternehmen wurde 1947 von Karl Meyer gegründet. Zuerst war es ein Transportunternehmen, das Ziegelsteine aus der Region Kehdingen nach Hamburg zum Wiederaufbau brachte. Ende der 1950er Jahre stieg das Unternehmen in die Abfallentsorgung ein und baute diesen Zweig immer stärker aus. In diesem Bereich war es unter anderem das erste Unternehmen in Norddeutschland, das flächendeckend Altglas entsorgte. Mittlerweile ist die Karl Meyer AG als Entsorger im Elbe-Weser-Dreieck und Hamburg flächendeckend tätig. Um dies zu bewerkstelligen, hat das Unternehmen 650 Mitarbeiter.
Heute ist die Karl Meyer AG einer der wichtigsten Arbeitgeber im Raum Kehdingen. Das Unternehmen ist in  Förderprojekten engagiert. Allerdings gab es teils Diskussionen mit den Anwohnern aufgrund der nahe liegenden Mülldeponie. Heikel war auch die Standortfrage vom Hauptsitz. Gemeinde und Samtgemeinde befürchtete, dass die AG ihren Sitz verlagern könnte. Um dies zu verhindern, wurde der Bau eines neuen dreistöckigem Firmengebäudes mit einem Volument von ungefähr 3 Mio. veranlagt.
Im Jahr 2007 gründete die Karl Meyer AG die CFK Valley Stade Recycling GmbH & Co. KG und nahm im August  2008 eine Pilotanlage zum Recyceln von CFK auf dem Werksgelände des Chemiekonzerns Dow  in Stade in Betrieb. Zweieinhalb Jahre später wurde schließlich die europaweit erste industrielle CFK-Recyclinganlage am Firmenstammsitz in Wischhafen in Betrieb genommen. Im Dezember 2011 erhielten die CFK Valley Stade Recycling und die 2010 gegründete Vertriebsgesellschaft für recycelte Carbonfaserprodukte, carboNXT, den Deutschen Rohstoffeffizienzpreis 2011. Im Februar 2012 folgte die Auszeichnung der CFK Recycling als einer von 365 „Ausgewählten Orten“ im „Land der Ideen“.
2020 wurde das CFK-Recycling Geschäft an die Mitsubishi Chemical Advanced Materials AG veräußert.
Ferner bietet die Karl Meyer AG folgende Leistungen an:
- Transport
- Schifffahrt
- Akademie
- Entsorgung
- Energie

## Wirtschaftliche Kennzahlen
| Jahr | Umsatz (in T€) | Jahresüberschuss (in T€) |
| ---- | -------------- | ------------------------ |
| 2005 | 67.387         | 1.703                    |
| 2006 | 80.534         | 0.997                    |
| 2007 | 88.665         | 0.184                    |
| 2008 | 95.835         | −133                     |
| 2009 | 95.869         | 657                      |
| 2010 | 97.101         | 2.520                    |
| 2011 | 96.492         | 704                      |
| 2012 | 97.433         | 641                      |
| 2013 | 96.108         | 1.002                    |
| 2014 | 93.928         | 988                      |
| 2015 | 91.822         | 798                      |

## Tochterunternehmen
- Karl Meyer AG
- Karl Meyer Umweltdienste GmbH
- Karl Meyer Umweltdienste Hessen GmbH
- Karl Meyer Umweltdienste Hamburg GmbH & Co. KG
- Karl Meyer Akademie GmbH
- Karl Meyer Rohstoffverwertung GmbH
- Karl Meyer Inselentsorgung GmbH
- Karl Meyer Entsorgungsservice GmbH
- Karl Meyer Kommunaldienste GmbH
- Karl Meyer Industrieservice GmbH
- Karl Meyer Energiesysteme GmbH
- Karl Meyer Reederei GmbH & Co. KG
- Karl Meyer Shipping International GmbH & Co. KG
- Karl Meyer Autohaus Wischhafen GmbH
- Helgoland Fracht-Kontor GmbH
- Recycling Zentrum Stade GmbH
- Wilhelm E.F. Schmid GmbH
- Glasrecycling Nord GmbH & Co. KG
- Kreislaufwirtschaft Stade GmbH
- HMH Hochseemalerei Helgoland GmbH & Co. KG
- Nauta Befrachtungskontor GmbH

## Standorte
- Wischhafen
- Fernwald
- Berlin
- Helgoland
- Hemmoor
- Stade
- Hamburg
- Husum
- Wahlstedt